# Covas de Coina
Covas de Coina é uma localidade da freguesia de Coina, concelho do Barreiro, Portugal.

## Descrição
Covas de Coina é uma zona que pertence à freguesia portuguesa de Coina do concelho do Barreiro, com 627,7 km² de área, 1576 habitantes (2009) e uma densidade populacional de 2,5 hab/km². Faz parte do distrito de Setúbal.[carece de fontes?]

### Demografia
A população de Coina, na actual estrutura demográfica de Coina, as mulheres representam um pouco mais de metade da população (54%) e os homens 46%. A zona apresenta uma estrutura etária jovem, com 13% de idosos (65 anos ou mais), quando a média portuguesa é de 16%. Entre os mais novos, 23% da população tem menos de 15 anos, 39% está entre os 15 e os 24 anos e 38% dos 25 aos 64 anos de idade.[carece de fontes?]

### Clima
Covas de Coina é uma das zonas que detém um "micro-clima" que se diferencia do resto das temperaturas de Portugal. Além de suportar um clima fortemente influenciado pela Corrente do Golfo, a Primavera é fresca (de 8 °C a 16 °C) com sol e alguns aguaceiros e o Verão é seco e quente com temperaturas entre 16 °C a 42 °C. O Outono é ameno, com temperaturas entre 12 °C e 30 °C e o Inverno é tipicamente chuvoso e fresco com algum sol (temperaturas entre 3 °C e 18 °C). A temperatura mais baixa registada foi de -4,1 °C e a mais elevada foi de 44 °C. É raro nevar, mas aconteceu nos dias 29 de Janeiro de 2006 e 28 de Janeiro de 2007. Em média há 3300 horas de sol e 100 dias de chuva por ano.[carece de fontes?]

### Geminações
Covas de Coina aproveita do acordo de geminação com os municípios de Stara Zagora, na Bulgária, e de Łódź, na Polónia, provenientes do Barreiro. Estes acordos de Cooperação foram formalizados em 30 de Dezembro de 1976 e 3 de Setembro de 1996, respectivamente.[carece de fontes?]

### Acessos
Possui vários acessos rodoviários como a Ponte Vasco da Gama, Ponte 25 de Abril, IC32, IC21, A2, Auto-Estrada do Norte (Lisboa, Porto e Espanha) e Sul (Setúbal e Algarve) e EN10 (Sentido Lisboa e Sentido Setúbal) e diversos transportes públicos como os Transportes Colectivos do Barreiro, Transportes Sul do Tejo e os serviços ferroviários da Fertagus, assim como os transportes privados para a AutoEuropa e Coca-Cola Company, no qual se encontra a 1Km de distância da zona.[carece de fontes?]

### Escolas
Usufrui de escolas como a Escola Básica da Penalva, Escola Básica de Coina, Escola Básica da Quinta do Conde, Escola Secundária da Quinta do Conde e Escola Secundária de Santo António da Charneca (Barreiro).[carece de fontes?]

### Desporto
Possui o Grupo Desportivo e Recreativo de Covas de Coina, a União Recreativa Cultural e Desportiva de Coina e o estádio de futebol de Coina.[carece de fontes?]

### Eventos
É realizado a Feira Mensal de Coina ao 3º Domingo de cada mês, onde é realizada a venda de vários produtos desde roupas, utensílios de cozinha, ferramentas, electrónica/tecnologia, etc. Dispõe também de uma grande variedade de gastronomia portuguesa.[carece de fontes?]
Todos os anos é efectuado a Marcha Popular de Coina, realizado em vários pontos da Margem Sul, entre elas o Barreiro e o Campeonato Regional de Remo de Coina. A Câmara Municipal do Barreiro promove, em Junho, um Concurso de Gastronomia Ribeirinha, com o intuito de divulgar as tradições gastronómicas do concelho. Existe a Mostra de Doçaria Tradicional – Concurso onde o intuito é contribuir para o despertar do interesse na preservação e recriação de receitas tradicionais e para o conhecimento da importante herança que constituem as doces e variadas receitas do património cultural de Portugal.
É próxima da maior área de exposições da Margem Sul (Aerset - Associação Empresarial da Região de Setúbal).
Ganhou o 1º Lugar no Concurso de Doçaria Tradicional do Barreiro 2009 com os famosos bolos "Travesseiros de Coina". Para apreciação global da doçaria local, deve ser visitado o Santa Coina.[carece de fontes?]

### Cinema
Coina efectua o "Fragmentos - Mostra Atelier de Vídeo - Cineclube Barreiro", projecto que resulta da exploração e interpretação criativa do Barreiro actual, numa base experimental, através de registos e relações sociais.

### Ambiente
Alberga a Mata Nacional da Machada (antigo Pinhal de Vale de Zebro e pela Quinta da Machada). No reinado de D. João II, foi mandada plantar por volta do século XV, com o propósito de obter madeira para a construção naval. Ocupa uma área de 385,7 hectares.[carece de fontes?]. Oficialmente com o nome de "Mata Real", é conhecida por "Mata da Machada".
À Quinta da Machada soma-se também o Sapal do Rio Coina, situado no estuário do Tejo. O encerramento das indústrias poluentes na zona permitiu que muitas espécies retornassem ao Sapal de Coina. Entre as várias espécies, voltaram as aves aquáticas às carcaças de barcos tradicionais e os moinhos de maré.[carece de fontes?]
A Mata da Machada e o Sapal de Coina foram candidatas às “Sete Maravilhas Naturais de Portugal".

### Projectos
Foi construído o "Parque Ambiental" na Mata da Machada, de forma a criar o máximo de espaços verdes na zona.[carece de fontes?]
A antiga Quimiparque, através de investidores americanos no domínio do cinema, vai permitir a construção de estúdios de produção cinematográfica, a Cidade do Cinema.[carece de fontes?]
A chegada do Metro Sul do Tejo ao Barreiro, Coina e Covas de Coina até 2013.
A Plataforma Logística do Poceirão que terá ligação directa de Covas de Coina à linha do Sul (esta plataforma logística rodo-ferroviária encontra-se inserida nas onze plataformas logísticas que fazem parte do programa Portugal logístico. Com a criação desta plataforma vai ser possível uma junção da linha ferroviária convencional, constituída pela linha do Alentejo e a linha do Sul, a futura linha de alta velocidade Lisboa-Madrid e com ligação rodoviária às linhas do Sul e do Alentejo).
O Novo Aeroporto de Lisboa que terá ligação directa de Covas de Coina a Alcochete através do IC32 (a construção do novo aeroporto de Lisboa, no Campo de Tiro de Alcochete, deverá arrancar em 2011, prevendo-se a conclusão das obras em cinco a seis anos.[carece de fontes?]
Construção do Pavilhão Gimnodesportivo de Covas de Coina

### Acontecimentos
Foi dos primeiros locais em Portugal a ser digitalizado para a tecnologia Google Street View do Google Earth e Google Maps, e vai ser continuada ao longo do ano de 2010, até a zona se encontrar totalmente abrangida.[carece de fontes?]
Dispõe do maior laranjal e pessegal de Portugal com 8,3 km² ao qual foi considerada, nos anos 1960, como o melhor pessego nacional (Pessego de Coina).[carece de fontes?]

## História
A zona tem um marco histórico devido a diversas fontes:
1. Real Fábrica de Vidros de Coina (situado no Campo Arqueológico de Coina)[4]
2. Capela de Nossa Senhora dos Remédios (Coina) [5]
3. Castelo de Coina, Palácio de Coina ou Castelo do Rei do Lixo[6][7]
4. Moinho de Maré, séc. XV[8]
5. Fornos de cal, séc. XVIII[9]
6. Pelourinho de Coina[10]
7. Central de Cereais, séc. XIX
8. Escola de Fuzileiros
9. Sapal de Coina[11]
10. Ponte de Coina
11. Rio Coina
12. Mata Nacional da Machada